# أوليفر بارنت
أوليفر بارنت (بالإنجليزية: Oliver Barnett)‏ هو لاعب كرة قدم أمريكية أمريكي، ولد في 9 أبريل 1966 في لويفيل في الولايات المتحدة.

## وصلات خارجية
- أوليفر بارنت على موقع مرجع كرة القدم المحترفة.كوم (الإنجليزية)